# Benedictus Figulus
Benedictus Figulus (latinisiert aus Benedikt Heffner, * 29. Dezember 1567 in Uttenhofen (Uffenheim), nach 1619 verschollen) war ein deutscher Alchemist, Pfarrer, Dichter und Herausgeber. Er war ein bedeutender Vertreter des Paracelsismus im frühen 17. Jahrhundert.
Sein Name wird meist irrtümlich als Benedikt Töpfer rückübersetzt.

## Leben
Benedikt Heffner (Figulus) wurde 1567 als ältester Sohn des Uttenhofener Pfarrers Andreas Heffner und seiner Frau Margarethe Seemann geboren. Er kam 1571 mit seinem Vater nach Westheim (Illesheim) und besuchte ab 1582 bis wenigstens 1588 die neu eröffnete ansbachische Fürstenschule im ehemaligen Kloster Heilsbronn. Seine Studien setzte er an der Universität Wittenberg fort, wo er sich am 29. Dezember 1591 immatrikulierte. Ab 1593 wirkte Figulus als Pfarrer in Lipprichhausen, musste allerdings 1601 wegen Ehebruchs mit seiner Magd von dort fliehen. Von Paul Melissus zum Poeta laureatus gekrönt, veröffentlichte er in den Folgejahren einige Gelegenheitsgedichte und Psalmen-Versifikationen, die zumeist in Erfurt erschienen. Seit 1604 bekannte Figulus sich öffentlich als Anhänger des Paracelsus. Nach einigen Jahren unsteter Wanderschaft, die ihn bis nach Tirol und Kärnten führte, vorübergehend in Hagenau ansässig, gab er 1607–1609 in kürzester Zeit eine große Zahl alchemistischer Schriften heraus, u. a. Werke von Paracelsus und Alexander von Suchten. Figulus erfuhr immer wieder Schwierigkeiten wegen seiner unehelichen Lebensgemeinschaft und war längere Zeit inhaftiert. Nachdem er Ende 1617 „wegen allerhandt irriger meinungen“ aus Straßburg ausgewiesen werden sollte, ist er für die Forschung kaum noch greifbar. Das bislang letzte datierbare Lebenszeugnis ist eine Sammlung alchemistischer Rezepturen für einen Goldschmied in Buchsweiler aus dem Jahre 1619, entsprechend wird Figulus weiterhin im elsässischen Raum vermutet.
Nach dem Urteil von Joachim Telle kann Figulus nicht als eigenständiger Autor gelten, er gehöre jedoch in eine Reihe mit den bedeutenden Herausgebern deutschsprachiger alchemistischer Literatur Joachim Tancke und Johann Thölde. Figulus’ vielfach reklamierte Zugehörigkeit zur Bewegung der Rosenkreuzer bedürfe allerdings erst noch eines stichhaltigen Beweises.

## Schriften (Auswahl)
- Carmen heroicum, Insignia Megalandri Lutheri complectens, Stuttgart 1600 bei Google Books
- Pandora magnalium naturalium aurea et benedicta, Straßburg 1608 bei Google Books
- Paradisus aureolus hermeticus: fluens nectare et ambrosia. W. Richter für N. Stein, Frankfurt am Main 1608 in der Dresdner Digitalen Bibliothek
- Rosarium novum olympicum et benedictum, das ist: Ein newer gebenedeyter philosophischer Rosengart, Basel 1608 bei Google Books
- Rosarium novum olympicum et benedictum … Pars altera, Frankfurt 1608 in der Dresdner Digitalen Bibliothek
- Paracelsus: Kleine Wundarzney  (von Figulus herausgegeben), Straßburg 1608 bei Google Books
- Thesaurinella olympica aurea tripartita. Das ist: Ein himmlisch güldenes Schatzkämmerlein […] darinn der […] Carfunckelstein und Tincturschatz verborgen. W. Richter für N. Stein, Frankfurt am Main 1608 Ausgabe 1682 bei Google Books
- Guido Magnus de Monte: Auriga benedictus spagyricus minor (von Figulus herausgegeben), Nürnberg 1609

## Bibliographie
- Joachim Telle: Benedictus Figulus. Zu Leben und Werk eines deutschen Paracelsisten. In: Medizinhistorisches Journal, 1987, Band 22, Nr. 4, S. 303–326.
- Julian Paulus: Alchemie und Paracelsismus um 1600. Siebzig Porträts. In: Joachim Telle (Hrsg.): Analecta Paracelsica. Stuttgart 1994, S. 352–354  bei Academia
- Joachim Telle: Figulus, Benedictus. In: Wilhelm Kühlmann (Hrsg.): Killy Literaturlexikon. Band 3. Berlin 2008, S. 440–441.
- Carlos Gilly: Adam Haslmayr, der erste Verkündiger der Manifeste der Rosenkreuzer. Amsterdam 1994, Kapitel V (S. 93–105).